# Shooting☆Smile
〈Shooting☆Smile〉는 유이카오리의 네 번째 싱글이다. 2011년 4월 6일에 킹레코드에서 발매됐다.

## 개요
초회한정반과 통상반의 2형태로 발매됐고, 전자에는 〈Shooting☆Smile〉의 PV를 수록한 DVD가 동봉되어있다. 또, 온라인 게임 “H.A.V.E 온라인”의 게임 내 아이템 티켓 1장이 봉입되어있다.
표제곡 〈Shooting☆Smile〉은 온라인 게임 “H.A.V.E 온라인” 오프닝 테마로 커플링곡 〈CUE the Future (“Q”의 테마)〉는 유이카오리 주연의 무대 《Q: 당신은 누구?》의 엔딩 테마로 사용됐다. PV촬영은 사이타마 스타디움 2002에서 행해졌다.

## 차트 성적
2011년 4월 18일의 오리콘 주간 싱글 차트에서 57위를 획득. 초동판매량은 1098장을 기록하고, 전 작품에서부터 128장 증가했다. 데일리 차트에서는 4월 5일에는 권외였지만, 4월 6일에 최고 순위인 50위를 획득했다.

## 수록곡
- 전체 작사: 마에야마다 켄이치

1. Shooting☆Smile [3:51]
  - 작곡: 슌류, 편곡: Sizuk

온라인 게임 “H.A.V.E 온라인” 오프닝 테마
2. CUE the Future ~“Q”의 테마~(CUE the Future 〜「Q」のテーマ〜) [3:31]
  - 작곡 · 편곡: 마에야마다 켄이치
3. Shooting☆Smile (off vocal ver.)
4. CUE the Future ~“Q”의 테마~ (off vocal ver.)

DVD(초회한정반에서만)
1. Shooting☆Smile (MUSIC CLIP)

## 수록 음반
| 곡명           | 수록 음반 | 발매일          |
| -------------- | --------- | --------------- |
| Shooting☆Smile | 《Puppy》 | 2011년 9월 21일 |